# Трусов, Константин Ананьевич
Константин Ананьевич Трусов (укр. Трусов Костянтин Ананійович; 3 (16) января 1907, Славянск — 15 октября 2005, Харьков) — политик, чиновник, партийный деятель. Председатель Исполнительного комитета Харьковского промышленного областного совета. 1-й секретарь Харьковского городского комитета КП(б) — КП Украины. Депутат Верховного Совета УССР. Почётный гражданин Харькова (1999).

## Биография
Родился 3 (16) января 1907 года в Славянске.
Работать начал в 1923 году модельщиком на паровозостроительном заводе Харькова: изготовлять из дерева модели деталей паровозов, где его уважали за трудолюбие. Через несколько лет окружной исполком наградил его за разработку первого отечественного двигателя «Зульцер».
Член ВКП(б) с 1927 года.
C 1930 года — секретарь комитета ЛКСМ Украины Харьковского паровозостроительного завода и секретарь Харьковского городского комитета ЛКСМ Украины.
В 1940 году — слушатель рабочего факультета при Промышленной академии и с отличием закончил Промышленную академию чёрной металлургии, где обучился по специальности инженера-сталеплавильщика.
В 1940—1941 годах — начальник смены цеха завода № 183 (Харьков).
С 1941 года по август 1943 года в эвакуации, мастер металлургического завода (Нижний Тагил), где выплавлял броневую сталь для Т-34.
С августа 1943 года по 1944 год — главный металлург Харьковского металлургического завода.
С 1944 года по 1951 год — партийный организатор ЦК ВКП(б) завода № 75 (Харьков) и секретарь комитета КП(б) Украины Харьковского машиностроительного завода.
С 1951 года по январь 1963 года — первый секретарь Харьковского городского комитета КП(б) — КП Украины.
С 27 сентября 1952 года по 15 марта 1966 года — кандидат в члены ЦК КП(б) — КП Украины.
С января 1963 года по декабрь 1964 года — председатель Исполнительного комитета Харьковского промышленного областного совета.
С декабря 1964 года по 1973 год — секретарь Харьковского областного комитета КП Украины, а также работал в Научно-производственном объединении «Монокристаллреактив».
В 1973 году вышел на пенсию.

## Личная жизнь
Был женат на Анне Георгиевне, которая являлась первым директором Харьковского дворца новорождённых. У Константина Трусова было два сына, которые были военными, а также имел внуков и правнуков.

## Награды
- орден Ленина;
- орден Октябрьской Революции;
- дважды Орден Трудового Красного Знамени;
- орден Дружбы народов (14.01.1977);
- орден «Знак Почёта» (28.08.1944) — за восстановление хозяйства в Харькове и Харьковской области[1][3][2][4].
- Почётный гражданин Харькова (1999)[3][2][4].

## Память
На стене дома по Проспекту Правды в Харькове, где он жил, установлена памятная доска.